# Fadroma

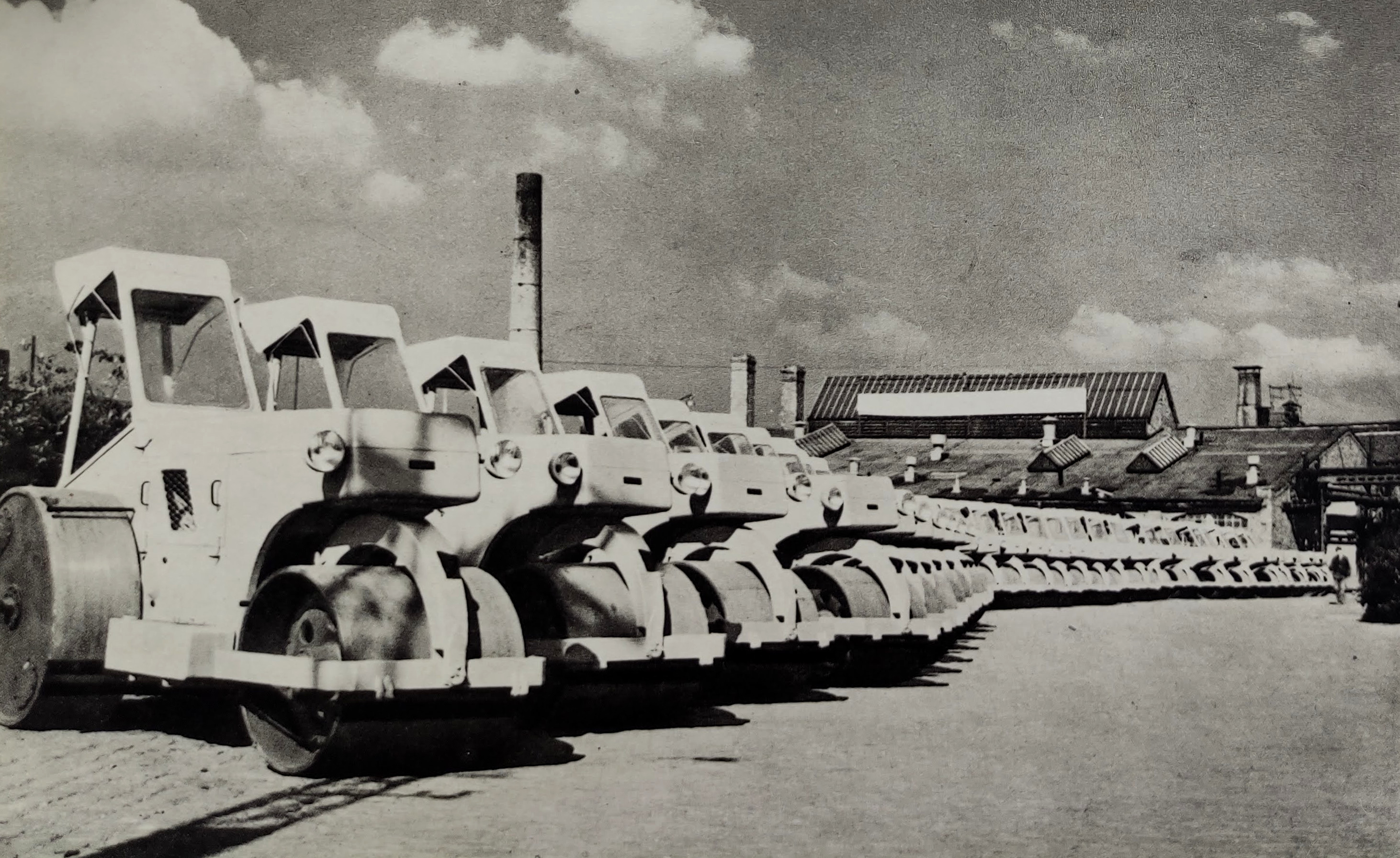
Walce drogowe T1 produkowane na eksport w FADROMA.

Fadroma, Fabryka Maszyn Budowlanych Bumar-Fadroma S.A. – przedsiębiorstwo we Wrocławiu działające w branży maszynowej. Siedziba przedsiębiorstwa mieściła się przy ul. Grabiszyńskiej 163 na osiedlu Gajowice. Po przemianach ustrojowych i przekształceniach na bazie dawnej fabryki powstało wiele podmiotów gospodarczych.

## Historia

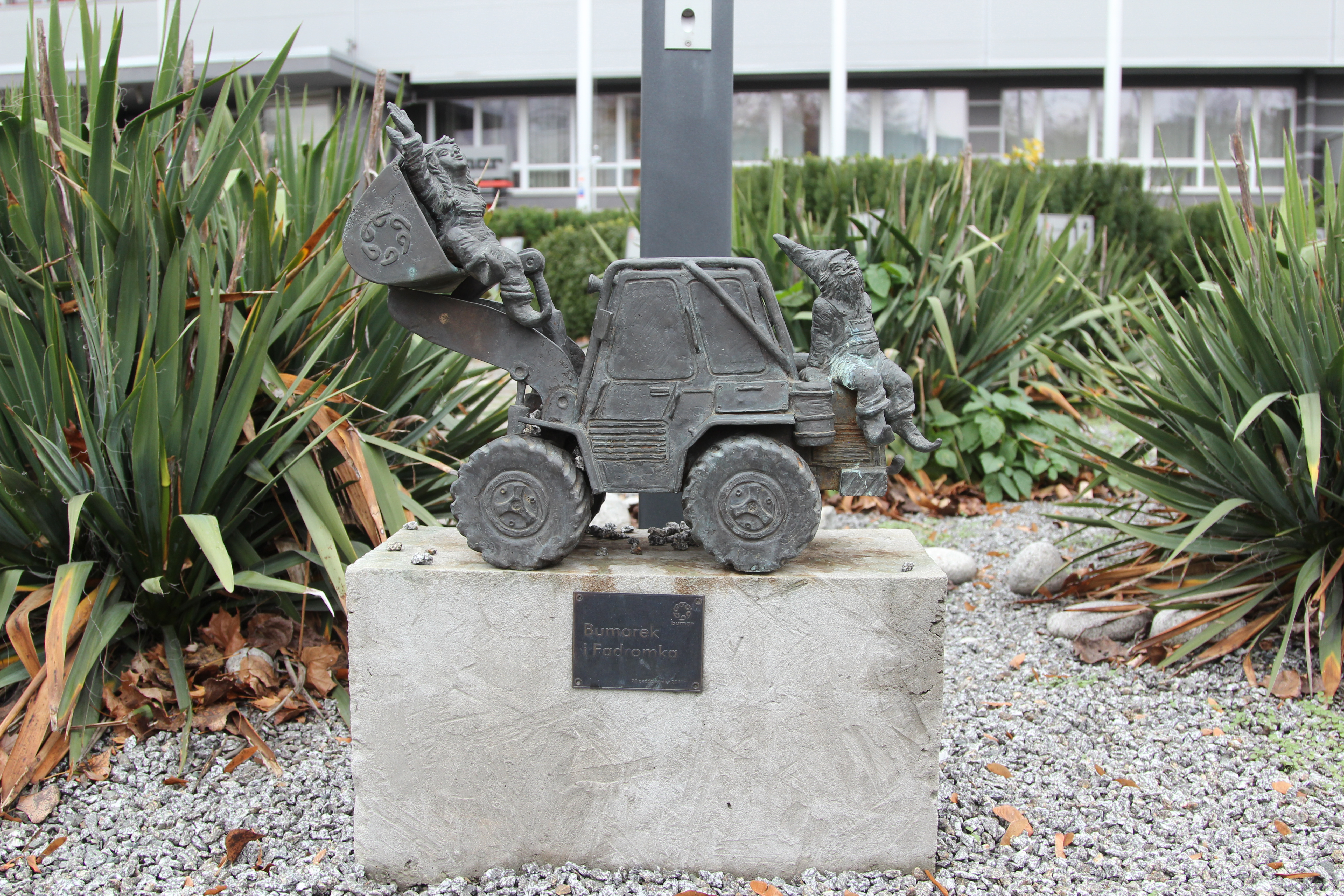
Wrocławskie krasnale: Bumarek i Fadromka

Fadroma powstała na terenie, na którym przed II wojną światową i w jej trakcie działała Odlewnia Żeliwa i Fabryka Maszyn Rolniczych Juliusa Kemny (Eisengiesserei und Maschinenfabrik). Zakład ten działał w latach 1869–1945, a przy obecnej ul. Grabiszyńskiej od roku 1905 zajmując obszar około 52 tys. m². Wytwarzano tu między innymi pługi parowe, których do 1945 r. powstało około 1200 sztuk.
Po zakończeniu wojny, w 1947 r. na terenie dawnych zakładów powołano Spółdzielnię Pracy „Blok”. Realizowano tu w tym czasie przede wszystkim remonty takich urządzeń jak kotły i maszyny rolnicze. W 1949 r. spółdzielnię rozwiązano, a w jej miejsce utworzono Przedsiębiorstwo Montażowe Maszyn i Urządzeń Ceramicznych „Permur”, natomiast w 1954 r. powołano Wrocławską Fabrykę Maszyn Budowlanych. Po połączeniu w 1961 r. zakładu z Wrocławską Fabryką Pomp utworzono nowy podmiot o nazwie Fabryka Maszyn Budowlanych Fadroma. W latach 1973–1974 nastąpiła istotna rozbudowa zakładu, między innymi na terenie przejętym od Centrostalu. Fabryka przejęła także odlewnię żeliwa w Kątach Wrocławskich. Fabryka została przyjęta do Centrali Handlu Zagranicznego. Zmieniono także w 1978 r. nazwę na Fabryka Maszyn Budowlanych Bumar-Fadroma.
W 1992 roku nastąpiła komercjalizacja zakładu. Państwowy podmiot przekształcono w Fabrykę Maszyn Fadroma S.A., a akcje nowo utworzonej spółki trafiły do Narodowego Funduszu Inwestycyjnego. Od 1997 r. powstawały tzw. spółki-córki zakładu. Za kontynuatora działalności dawnych zakładów podaje się Fadroma Development Sp. z o.o., która działa tak jak poprzednik w zakresie budowy maszyn dla przemysłu wydobywczego i budowlanego .

## Produkty

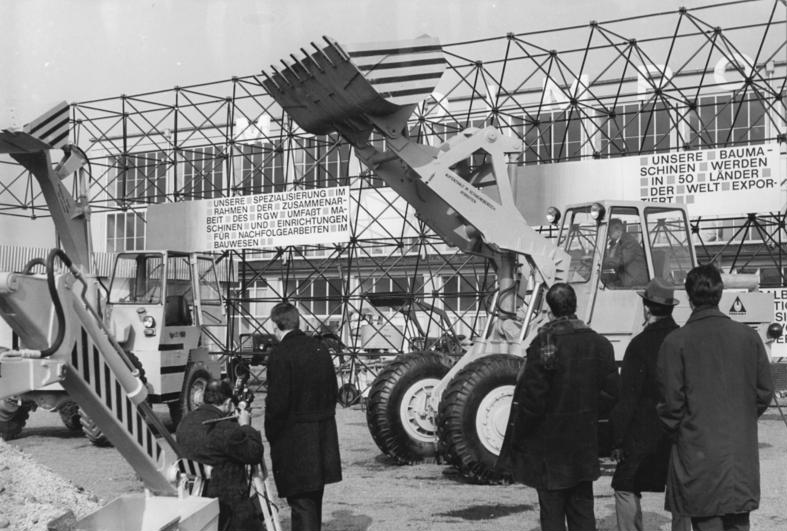
Ładowarka Ł2

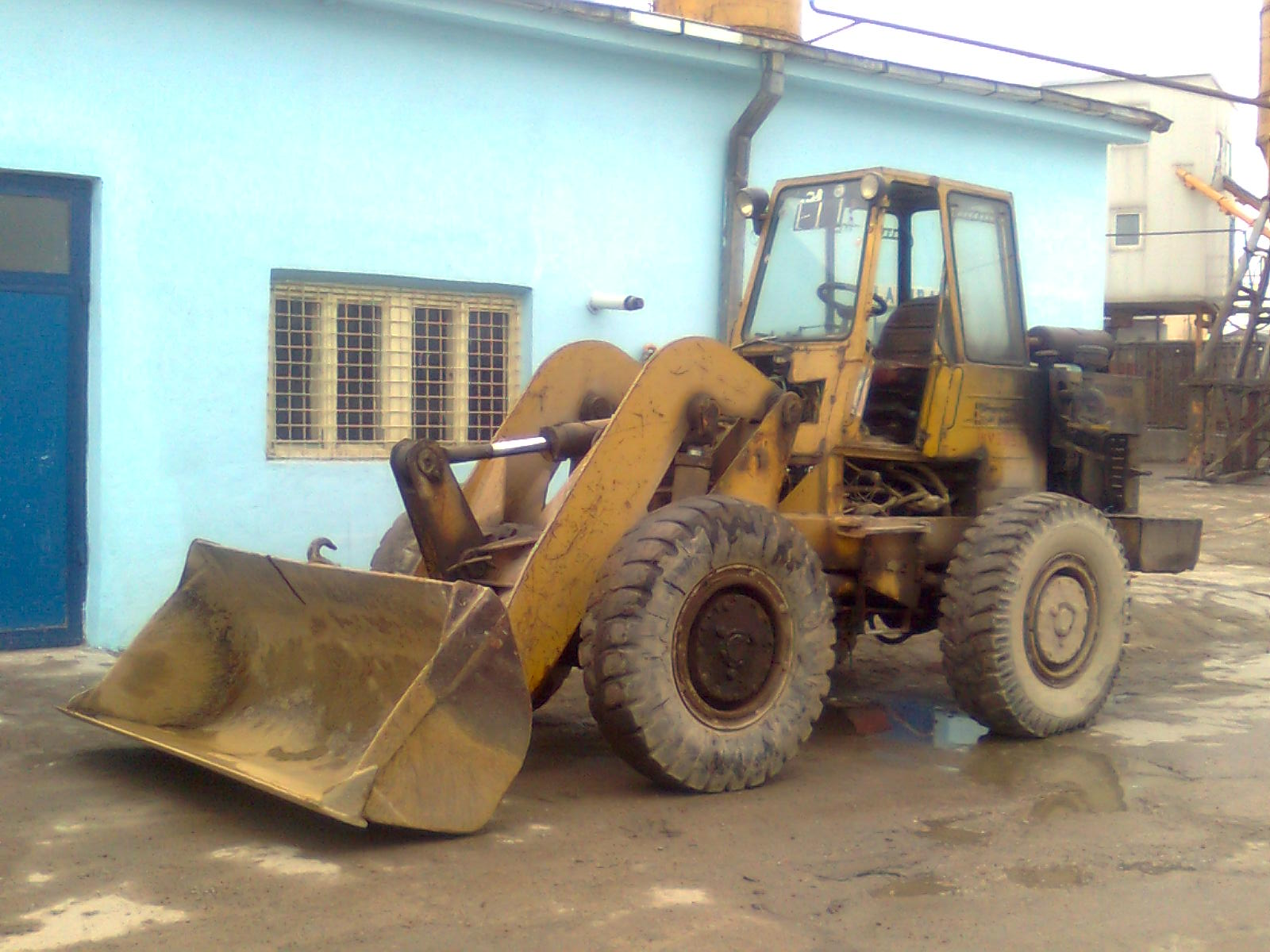
Ładowarka Ł200

Do roku 1957 w zakładach produkowano między innymi:
- młyny do granulacji żużla wielkopiecowego
- walce szybkobieżne do granulacji gliny
- przenośniki taśmowe.

W latach 1957–1970 produkowano także:
- walce drogowe dwu- i trzykołowe.

Od 1961 r. do produkcji weszły:
- ładowarki Ł1 zwykłe
- ładowarki Ł2 przegubowe
- wozy wiertnicze
- wozy kotwiące.

W 1970 r. wprowadzono do oferty:
- ładowarki ŁK specjalistyczne na potrzeby górnictwa miedzi.

W latach 1975–1977 powstawały tu:
- wywrotki na licencji Kockumsa.

W 1978 r. uruchomiono produkcję:
- obręczy do kół.

Po komercjalizacji w latach 90. XX wieku produkowano między innymi:
- miniładowarki
- ładowarko-koparki
- wózki widłowe.

W latach 70. i 80. XX wieku około 70% produkcji Fadromy przeznaczone było na eksport.